# Philodoria pipturicola
Philodoria pipturicola là một loài loài bướm thuộc họ Gracillariidae. Đây là loài đặc hữu của Oahu và Maui.
Ấu trùng ăn các loài Pipturus. Chúng ăn lá cây nơi chúng sống. Sâu bướm ban đầu ăn lá tạo thành các rãnh ngoằn ngoèo sau đó tạo thành vệt to. Ấu trùng kéo kén nâu nhạt trên một bề mặt phù hợp. Ấu trùng dài khoảng 7 mm và có màu hơi vàng nhợt.
Nhộng dài 3 mm và có màu hơi nâu nhợt.